# Мястро
Мя́стро (бел. Мя́стра) — озеро в Минской области Беларуси. Относится к бассейну реки Нарочь. Второе по площади в Нарочанской группе озёр. Входит в состав курортной зоны «Нарочь» и национального парка «Нарочанский».

## Географическое положение и название
Озеро Мястро находится в Мядельском районе. Входит в состав Нарочанской группы озёр, где является вторым по площади. К западу и востоку располагаются озёра Нарочь и Баторино соответственно. Высота водоёма над уровнем моря составляет 165,1 м.
На северо-восточном берегу озера Мястро расположен город Мядель. Кроме того, по берегам водоёма располагаются несколько деревень: Никольцы, Гирины, Кочерги, Гатовичи.
Озеро Мястро входит в курортную зону «Нарочь». К югу от озера располагается гидрологический заказник Черемшица.
Название Мястро — балтского происхождения. Происходит от диалектного слова со значением «урочище, местность».

## Морфология
Площадь озера составляет 13,1 км². Длина — 5,8 км, наибольшая ширина — 4,5 км, средняя — 2,23 км. Длина береговой линии — 20,2 км. Максимальная глубина — 11,3 м, средняя — 5,4 м. Объём воды в озере — 70,1 млн м³. Площадь водосбора — 130 км².
Котловина подпрудного типа, вытянутая с севера на юг. Северный и северо-восточный склоны являются отрогами Свенцянских гряд. Два мыса разделяют котловину на северный и южный плёсы. Склоны пологие, распаханные, покрытые лесом. Высота склонов составляет 2—3 м, на севере и северо-востоке возрастая до 6—10 м.
Береговая линия извилистая, образует несколько полуостровов и заливов — лук (Панасовка, Мядельская, Северная, Кочережская, Нежеловицкая). Берега преимущественно низкие (до 0,2 м высотой), песчаные, на юге и востоке заболоченные. Северный и северо-восточный берега сливаются со склонами котловины. Кое-где вдоль берега простираются песчаные валы высотой до 1 м.
Дно северного плёса сложной формы и состоит из песчаных и песчано-гравийных поднятий, чередующихся с впадинами. Глубина в районе поднятий достигает 2—4 м, во впадинах — 8—11 м. Глубина южного плёса плавно увеличивается по мере удаления от берегов, доходя до 8 м. Мелководье песчаное, на севере и северо-востоке местами песчано-галечное и каменистое, кое-где в понижениях заиленное. Сублитораль на глубине 3—5 м покрыта карбонатным сапропелем с высоким содержанием кальция, местами перемешанным с песком. Глубже распространён кремнезёмистый сапропель. Наиболее глубокие участки дна покрыты глинистым илом. Наибольшая глубина отмечается в юго-восточной части северного плёса.
Запасы сапропеля озера Мястро составляют 20,4 млн м³, из них 10,1 приходится на карбонатный сапропель, 7,0 — на кремнезёмистый, 3,3 — на смешанный. Толща сапропеля покрывает 75 % площади дна. Средняя её мощность равняется 2,3 м, наибольшая — 5 м. Естественная влажность составляет 79 %, зольность — 53—74 %, водородный показатель — 7,9. Содержание в сухом остатке, в %: азота — 1,4, окислов кальция — 4,3—21,7, калия — 1,3, фосфора — 0,3.

## Гидрология
Годовая амплитуда колебаний уровня воды составляет 40 см. С первой декады декабря по вторую декаду марта поверхность озера покрыта льдом. Толщина ледяного покрова может достигать 75 см. В безледовой период вся толща воды хорошо перемешивается и существенно насыщается кислородом. Нехватка кислорода в придонной области отмечается лишь во время длительного штиля либо в конце зимы.
Вода в озере гидрокарбонатного класса кальциевой группы, среднеминерализованная. Средняя минерализация воды варьируется от 150 до 200 мг/л на поверхности и от 200 до 250 мг/л у дна. Прозрачность в среднем составляет 1,5—2 м, зимой повышаясь до 3—3,5 м, а летом иногда слегка понижаясь. Реакция воды варьируется от нейтральной до слабощелочной, насыщенность биогенными элементами невысока. Водоём считается слабопроточным. Время полного водообмена составляет 2,5 года. По данным 1980-х годов, водоём считался эвтрофным. В настоящее время трофический статус оценивается как мезотрофный.
Озёра Мястро и Нарочь соединяются короткой протокой длиной 0,2 км, носящей название Скема. Связь с озером Баторино обеспечивает протока, именуемая рекой Дробня либо Баторинским ручьём. Ещё две протоки связывают Мястро с небольшими озёрами Скрипово и Шестаково. В отдельные сезоны наполняется пересохшая протока, соединяющаяся с озером Рудаково, которое входит в состав Мядельской группы озёр.

## Флора и фауна
Флора озера Мястро включает в себя 48 видов. Надводная растительность представлена главным образом тростником и камышом, на заиленных участках — также рогозом узколистным. Полупогруженные растения формируют полосу до 250—300 м шириной. В заливах произрастают рдест плавающий, горец земноводный, кубышка, кувшинка. До глубины 4—4,2 м распространяется подводная растительность: рдесты блестящий и пронзённолистный, элодея, уруть, роголистник, харовые водоросли, подводные мхи. В окрестностях водоёма встречается кизильник черноплодный — редкое растение, занесённое в Красную книгу Беларуси.
Фитопланктон, основную часть которого составляют диатомовые водоросли, представлен 102 видами организмов. Зоопланктон насчитывает 56 видов, среди которых преобладают ветвистоусые и веслоногие рачки. Зообентос включает в себя 49 видов, среди которых 30 видов хирономид и 9 — моллюсков. Объём биомассы фитопланктона составляет 3,0—4,5 г/м³, зоопланктона — 2,0—4,7 г/м³, зообентоса — 3,62 г/м².
В озере обитают лещ, щука, речной угорь, ряпушка, плотва, елец, язь, краснопёрка, линь, пескарь, уклейка, густера, сом, налим, вьюн, окунь, обыкновенный подкаменщик. Озеро неоднократно зарыблялось судаком, сигом, сазаном, серебряным карасём. Орнитофауна водоёма и его окрестностей отличается богатством.

## Использование и охрана природы
Вода озера Мястро используется жителями Мяделя и близлежащих деревень для бытовых и хозяйственных нужд. Активно ведётся промысловый и любительский лов рыбы. Озёрный сапропель пригоден для мелиорационных нужд и известкования почв.
Озеро и его окрестности — центр отдыха и туризма. На берегах расположены городской пляж Мяделя, турстоянка «Кочерги», тренировочная гребная база. По озеру проходят лодочные маршруты, а по окрестностям — велосипедные и пешеходные маршруты. На Мястро также проходят ежегодные соревнования по спортивной рыбалке. Организовано платное любительское рыболовство. Частным лицам запрещено использование плавсредств с мотором.
Потенциальную опасность для озера представляют распашка склонов и сброс канализационных стоков. Эти процессы способны спровоцировать эвтрофикацию водоёма, а затем — поступление загрязнённых вод в озеро Нарочь.
Вопросами защиты озера Мястро занимается национальный парк «Нарочанский». Гидрологическое наблюдение ведётся с 1961 года.

## Галерея

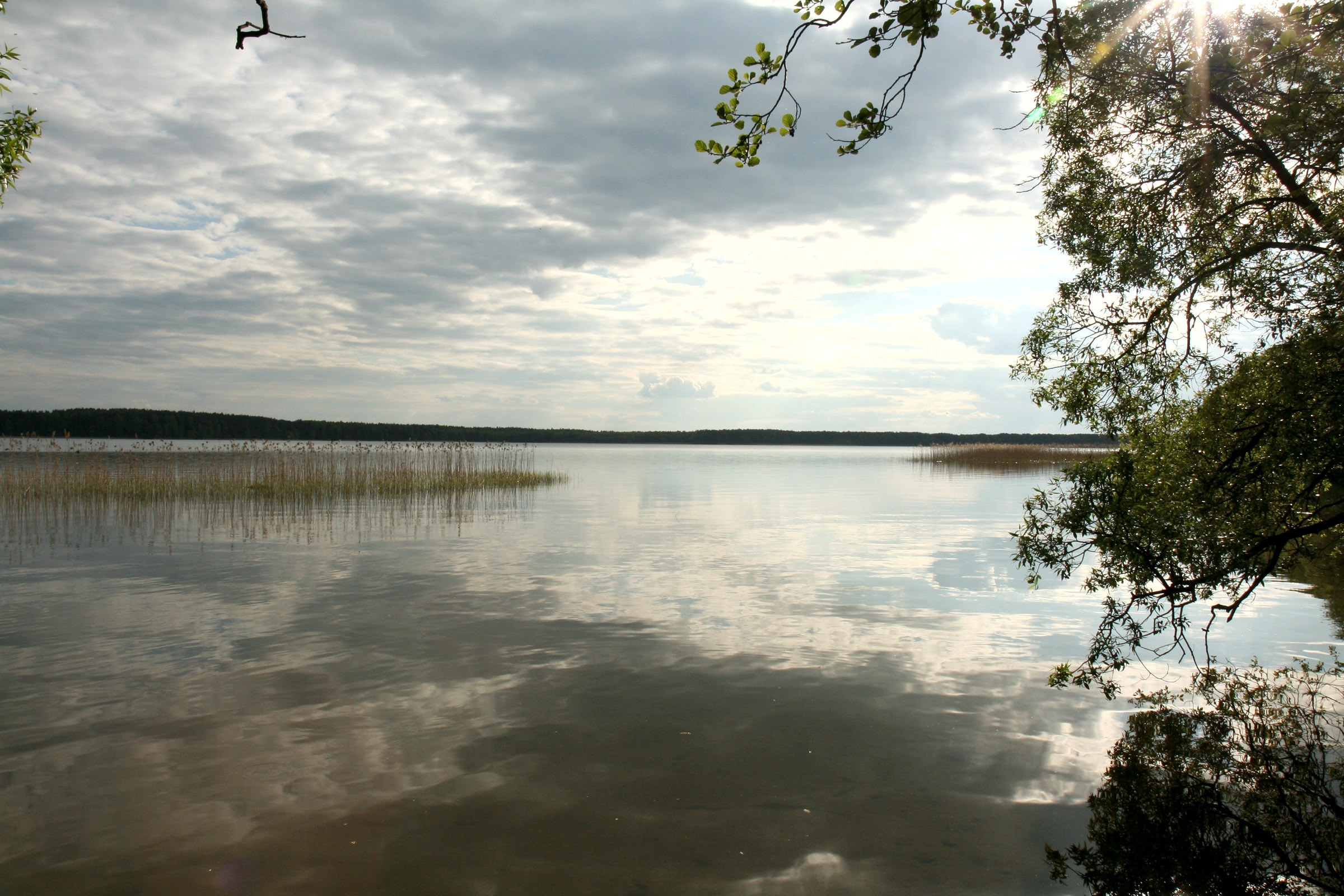
Озеро с юго-восточной стороны
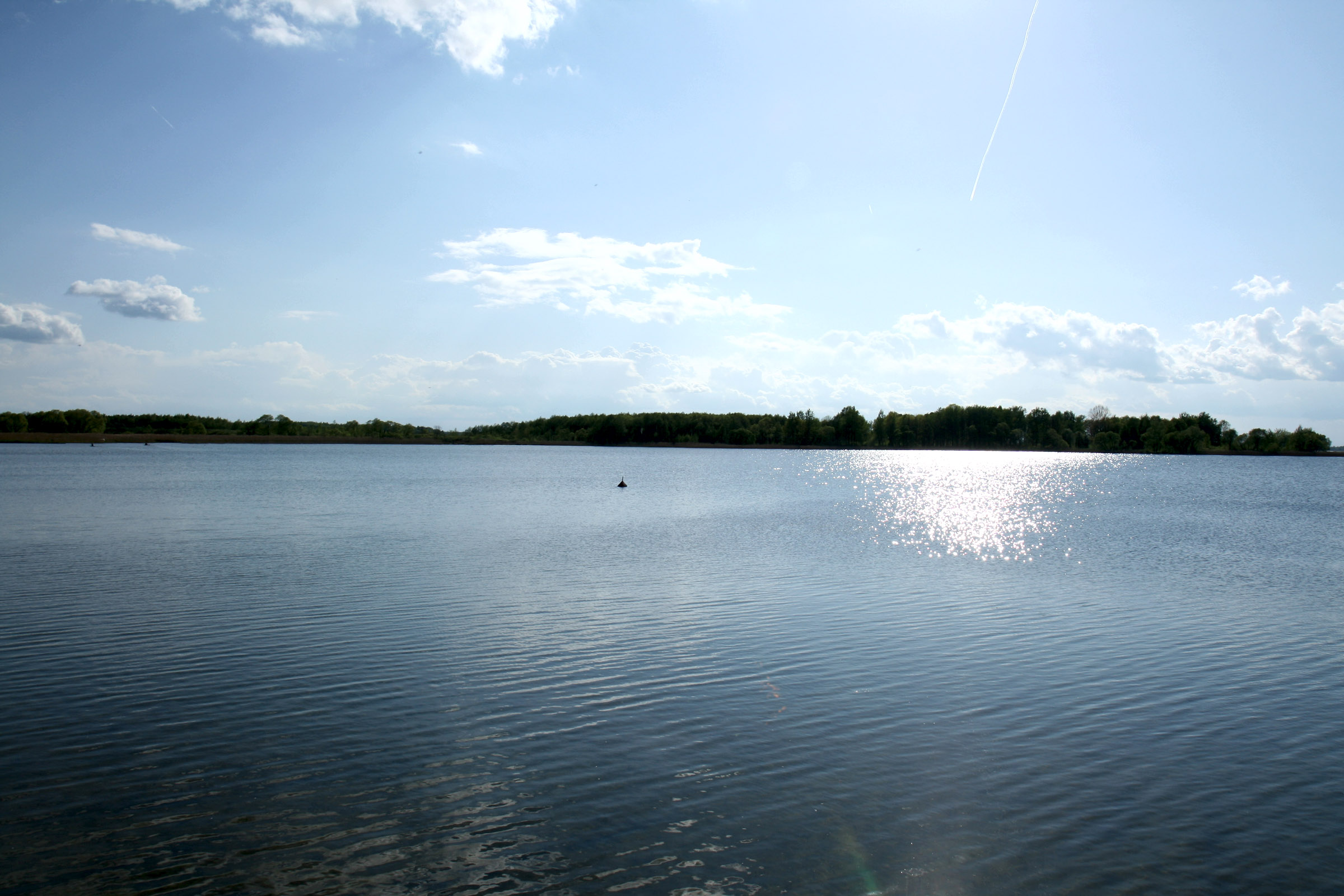
Вид на озеро со стороны Мяделя
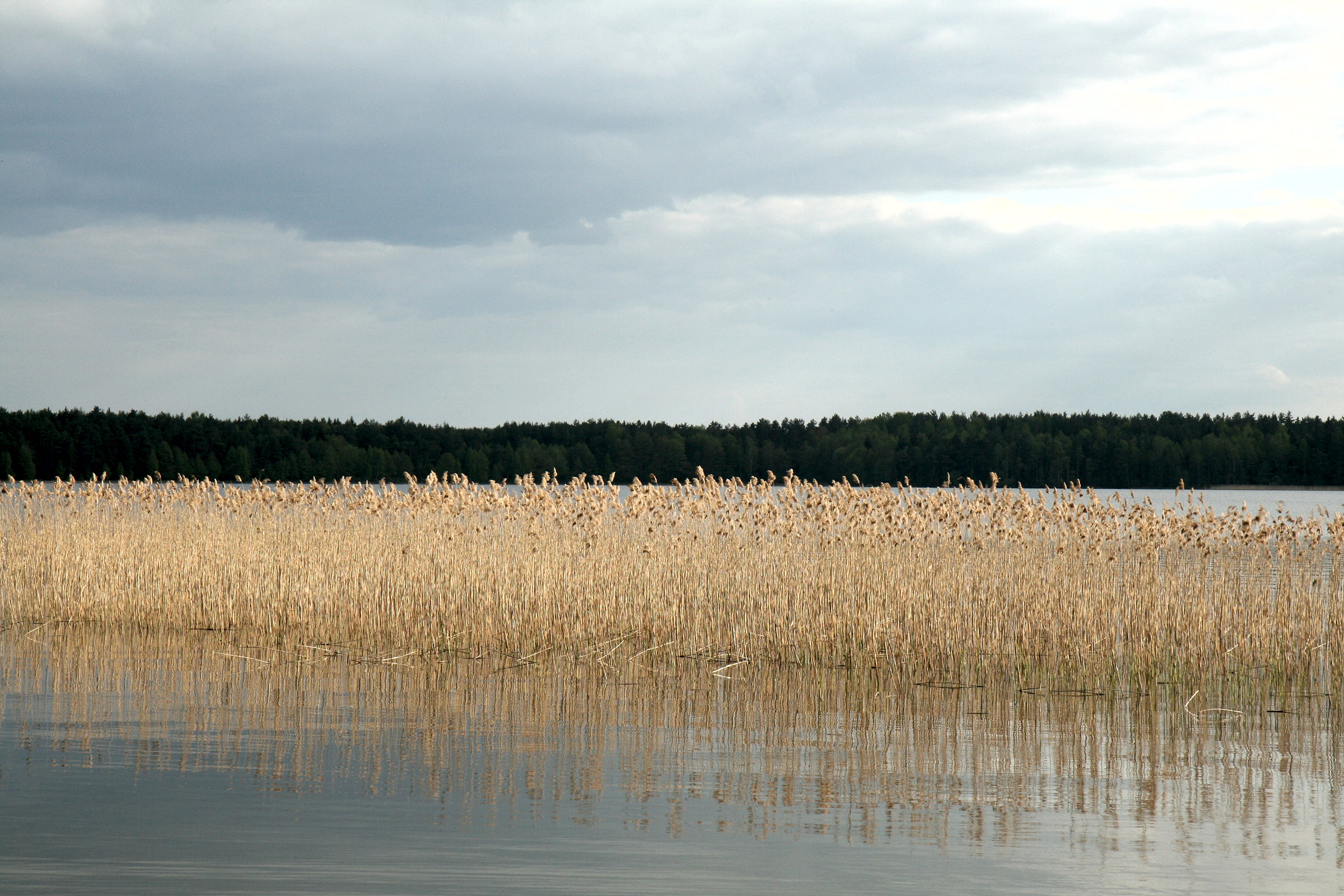
Пейзаж
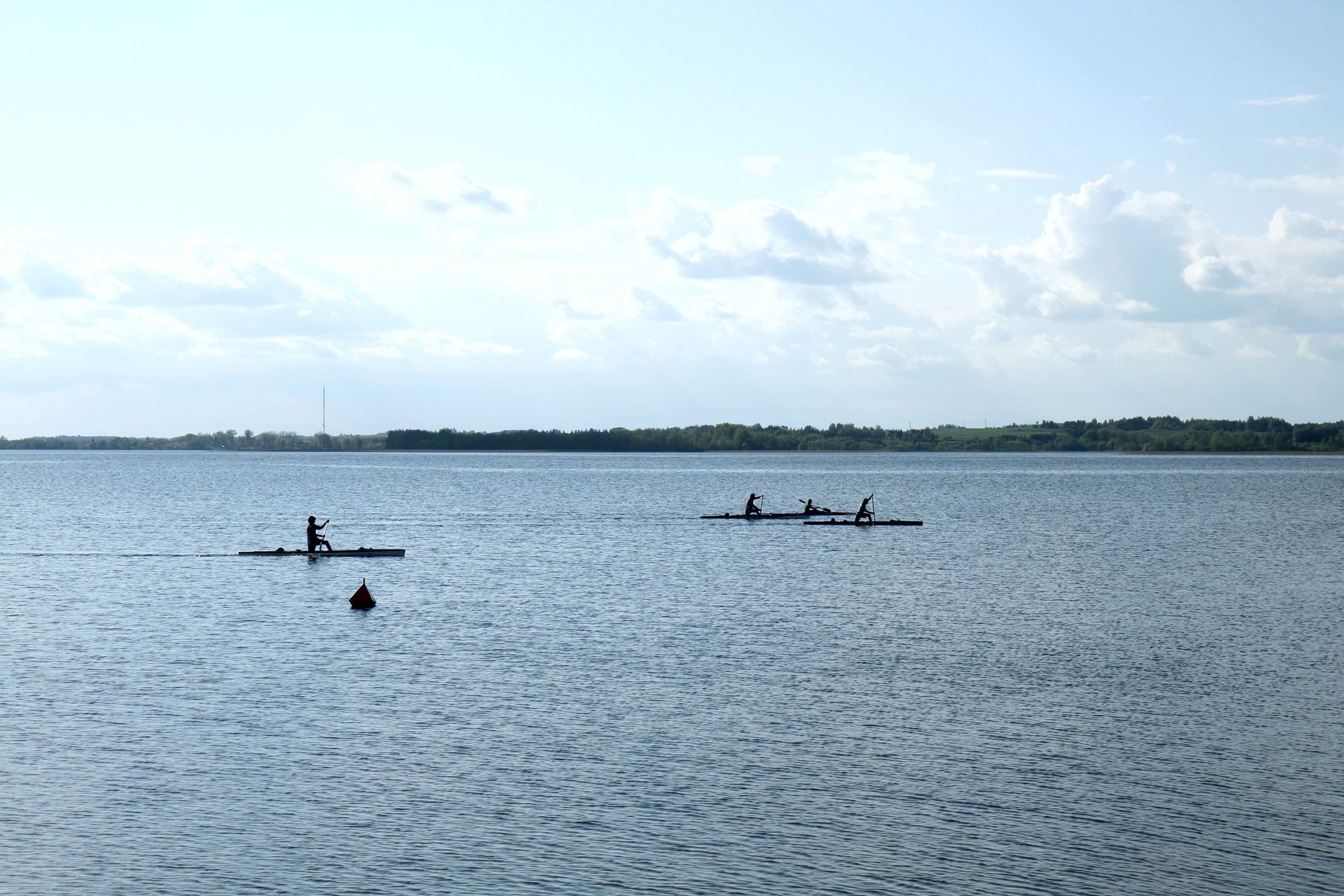
Тренировки на каноэ и байдарках
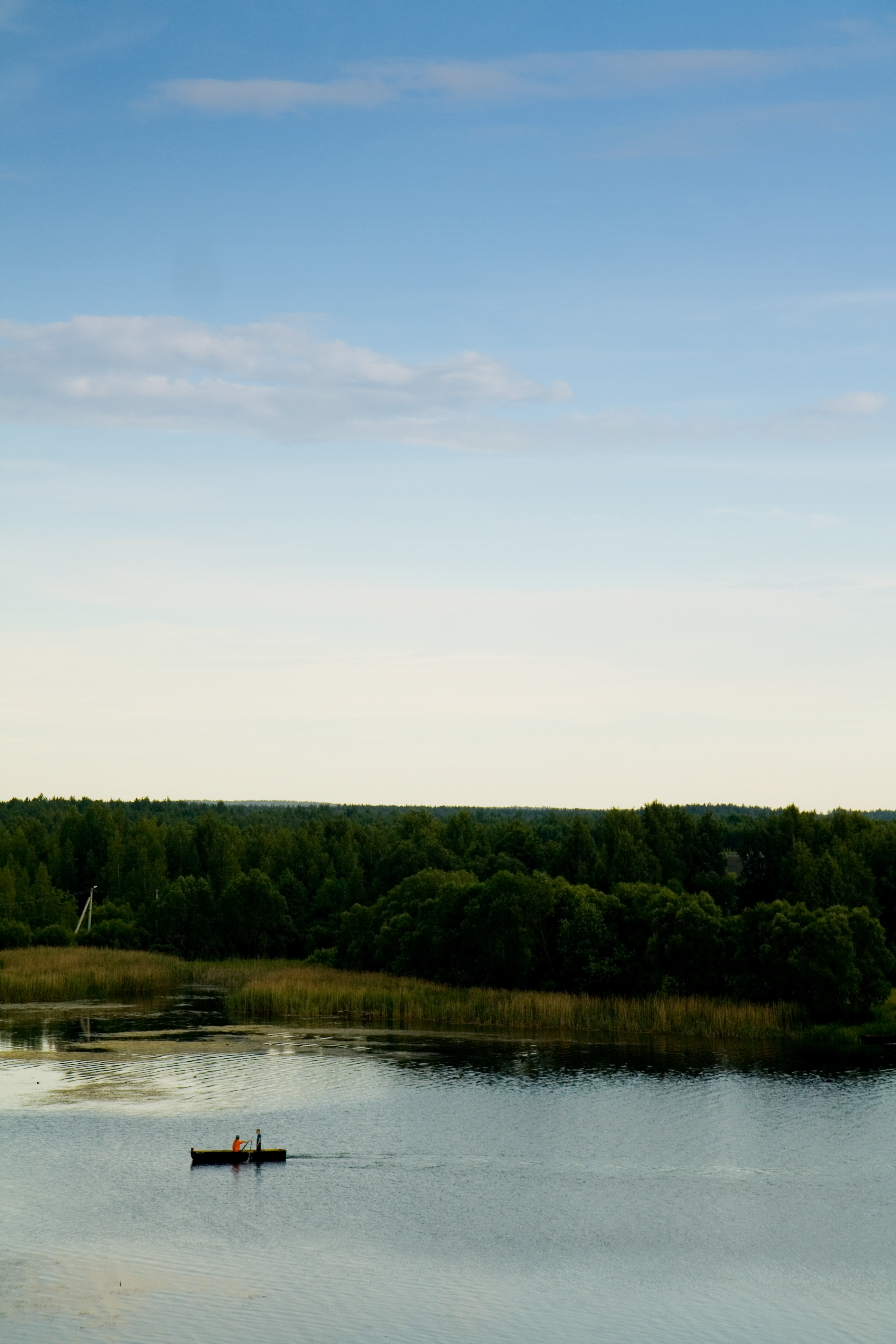
Мястро